# Almesloe (Adelsgeschlecht)

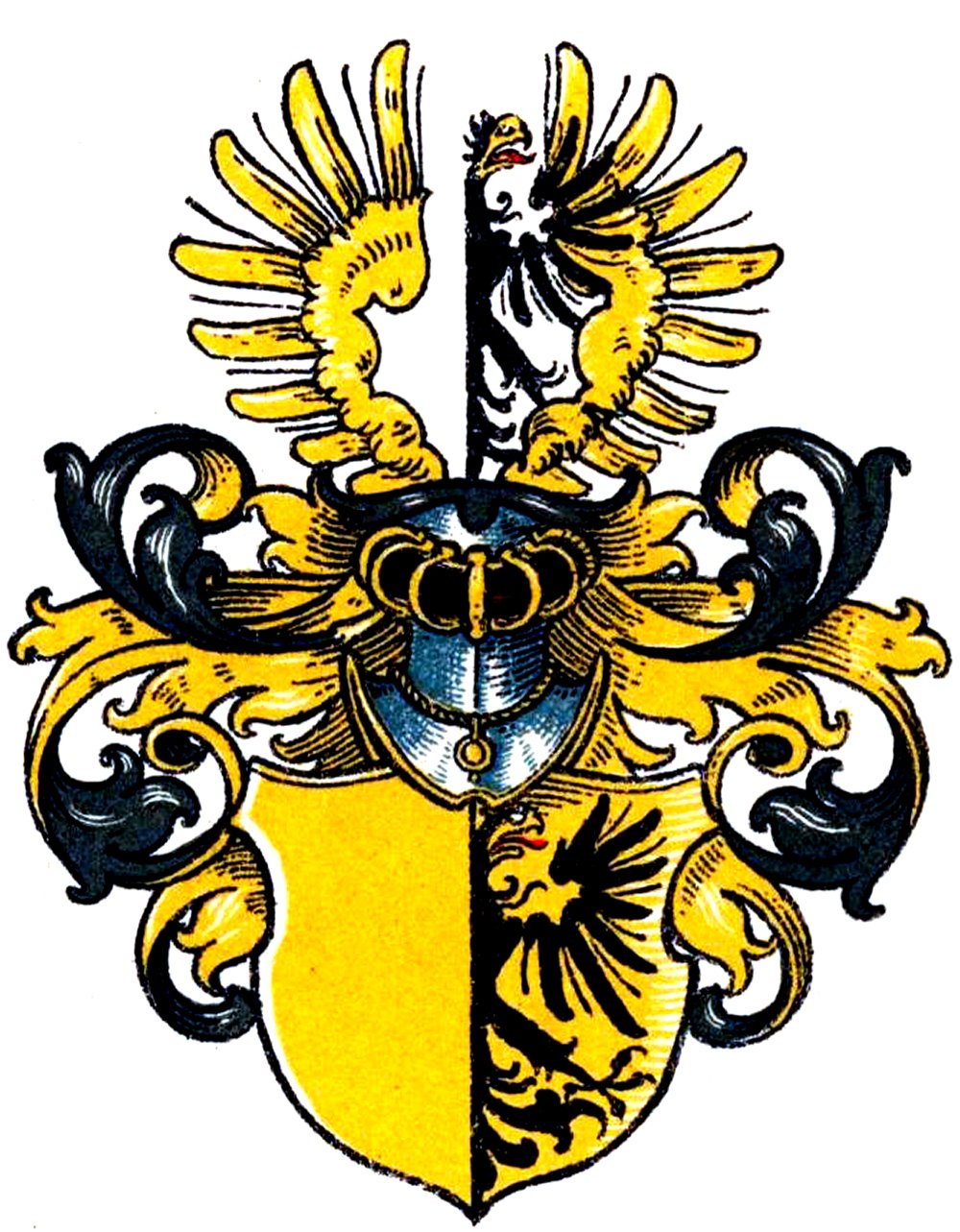
Wappen derer von Almesloe

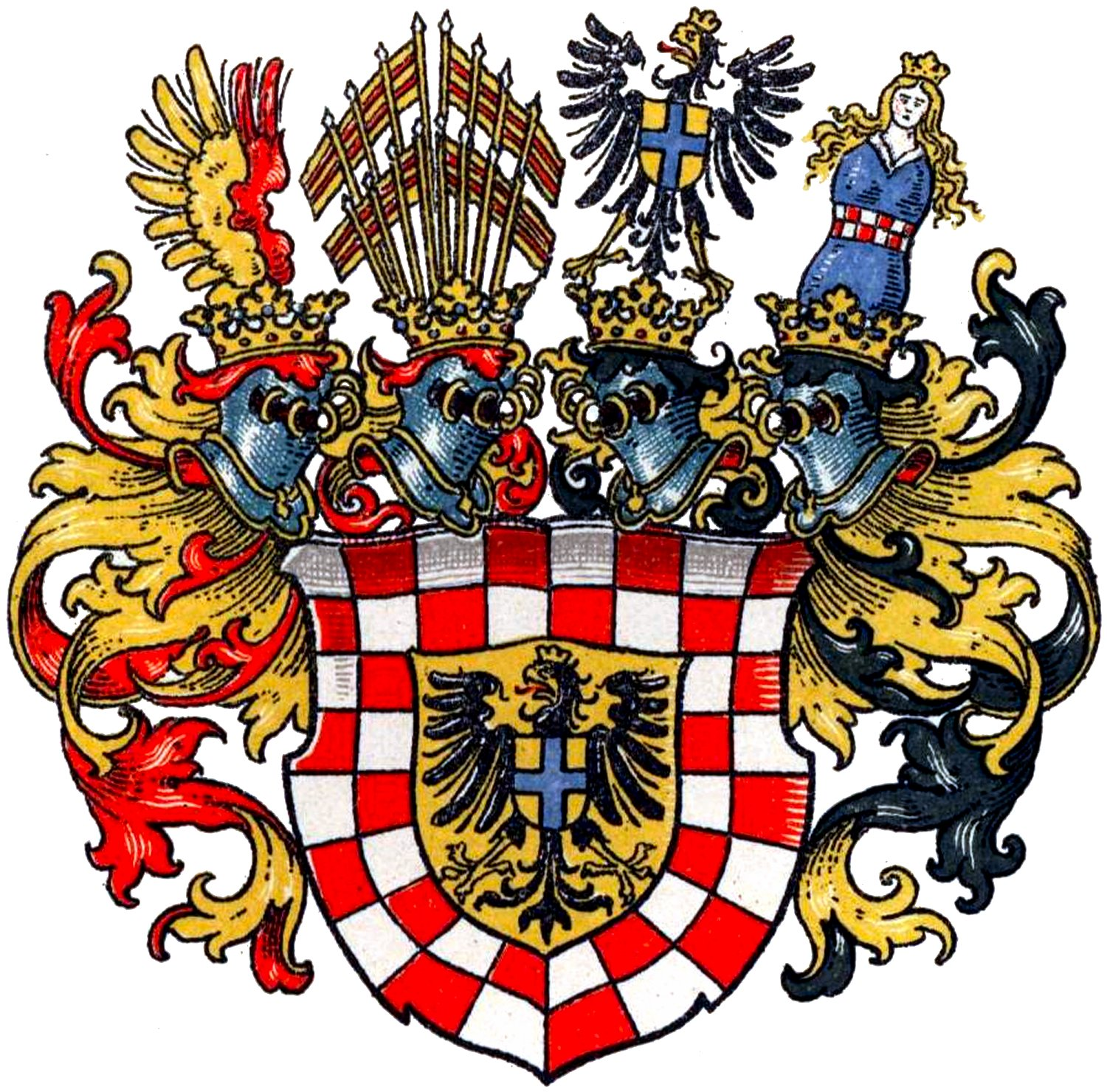
Wappen der Grafen von Almesloe gen. Tappe

Die Herren von Almesloe (auch Almeslo, Almelo o. ä.; auch mit Zusatz genannt Tappe) waren ein ursprünglich friesisches, später westfälisches und schlesisches Adelsgeschlecht.

## Geschichte
Das Geschlecht stammt aus Friesland, wo in früheren Zeiten ein Grafschaftsdistrikt wie das Geschlecht benannt war. Diese Grafschaft verlor das Geschlecht durch den Bremer Erzbischof. Graf Otto von Almesloe wurde jedoch von den Grafen von Oldenburg unterstützt. Otto vermählte sich mit einer Erbtochter des Ritters von Tappe, was ihm das Gut Tappenburg einbrachte. Dieses landtagfähige Rittergut lag südlich der Bauernschaft Bohmte im Kirchspiel Ostercappeln und wird 1462 erstmals urkundlich erwähnt. Die Familie erlosch in Westfalen gegen 1650, blühte aber in Schlesien als Grafen von Almesloe-Tappe fort.
Durch Heirat erhielt der kaiserlich-königliche Oberst Jost von Almesloe gen. Tappe († 1652) 1639 das Gut Bertholsdorf im Fürstentum Schweidnitz (nach 1742 Kreis Reichenbach). Jost vermachte das Gut dem Sohn seines Bruders Otto, Christoph, holländischer Oberst. Dieser Christoph Freiherr von Almesloe gen. Tappe, der noch die Güter Hartau und Faulbrück erwarb, wurde am 11. September 1705 in den Reichsgrafenstand erhoben, nachdem er bereits am 6. April 1668 in den Freiherrenstand erhoben worden war. Dem einzigen, aus der Ehe mit Gräfin von Truchsess-Wetzhausen stammenden Sohn, Graf Justus Wilhelm Anton, kaiserlich-königlicher Kämmerer und königlicher Oberamtsassessor des Fürstentums Schweidnitz-Jauer, wurde das reichsgräfliche Diplom am 30. August 1707 bestätigt. Graf Justus Wilhelm Anton war mit Maria von Nostitz verheiratet, mit der er sechs Söhne hatte, von denen Graf Ernst Friedrich 1729 kaiserlich-königlicher Kämmerer und Franz Dominikus 1743 Weihbischof in Breslau wurden.
Mitte des 18. Jahrhunderts starb das Geschlecht im Mannesstamm aus.

## Wappen
- Herren von Almesloe: In Gold die linke Hälfte eines gespaltenen, schwarzen Adlers. Auf dem Helm wiederholt sich dieser halbe Adler zwischen zwei goldenen Flügeln.
- Grafen von Almesloe-Tappe: Gold mit einer Einfassung von zweireihigem rot-schwarzem Schach versehener Schild, in welchem ein rechtssehender, gekrönter, schwarzer Adler, der mit einem kleinen goldenen Schild, in welchem ein stehendes blaues Kreuz, belegt ist. Vier gekrönte Helme: 1. Geschlossener Flug, vorn gold, hinten rot. 2. Sechzehn Fahnen, gold mit zwei roten Balken belegt, an goldenen Stangen. 3. Der Adler des Schildes. 4. Gekrönte Puppe, blau gekleidet mit weiß-rot geschachtem Gürtel.

## Persönlichkeiten
- Franz Dominikus von Almesloe (1704–1760), Titularbischof von Cambysopolis, 1743–1760 Weihbischof in Breslau.